# HAT-P-4
HAT-P-4は、うしかい座の方角に約1,020光年の距離にある連星系である。

## 星系
2014年、HAT-P-4から92秒離れた位置にある恒星TYC 2569-744-1が、HAT-P-4と同じ固有運動をしていることが確かめられ、2つの恒星が連星系を形成していることがわかった。星系としてのHAT-P-4で、2つの恒星を区別する際は、元々のHAT-P-4をHAT-P-4 A、TYC 2569-744-1をHAT-P-4 Bと呼ぶ。
HAT-P-4 Aは11等級の恒星で、BD+36 2593とも呼ばれる。HAT-P-4 Bは、A星より若干暗いが11等級で、スペクトル型もA星に近い。A星とB星の間は、およそ28,800AU離れていると推定される。

## 惑星系
2007年にトランジット法を用いて、太陽系外惑星HAT-P-4bが公転しているのが発見された。
| 名称 （恒星に近い順） | 質量                   | 軌道長半径 （天文単位）   | 公転周期 (日) | 軌道離心率 | 軌道傾斜角         | 半径                   |
| --------------------- | ---------------------- | ------------------------- | ------------- | ---------- | ------------------ | ---------------------- |
| b                     | 0.671 +0.033 −0.044 MJ | 0.04438 +0.00081 −0.00150 | 3.056536      | 0.000      | 89.91 +0.09 −2.20° | 1.274 +0.049 −0.060 RJ |